# Santa Isabel (Zaragoza)
Santa Isabel es un barrio perteneciente a la ciudad de Zaragoza. Está regido por una Junta Municipal.

## Reseña

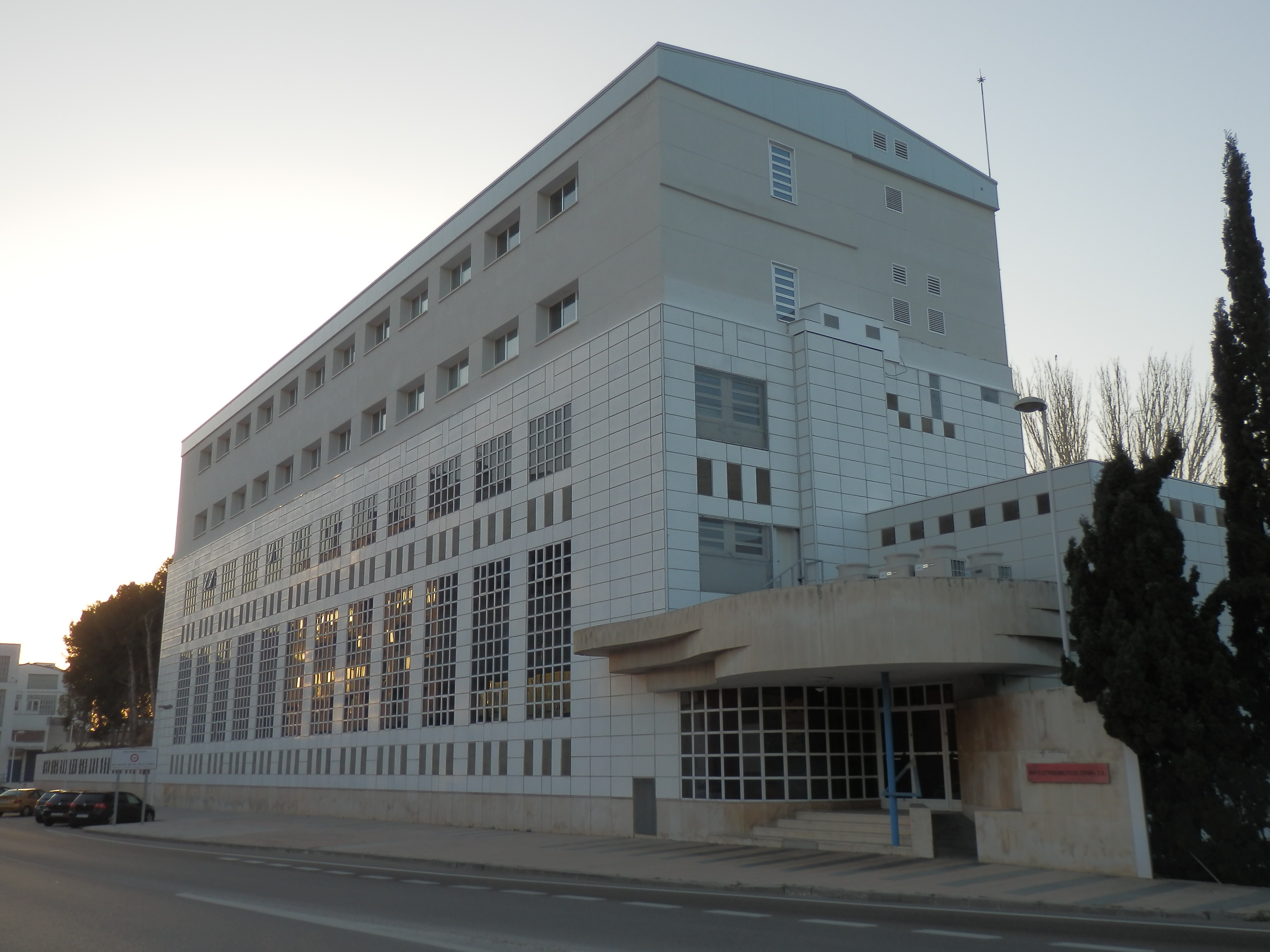
Fábrica Balay Montañana.

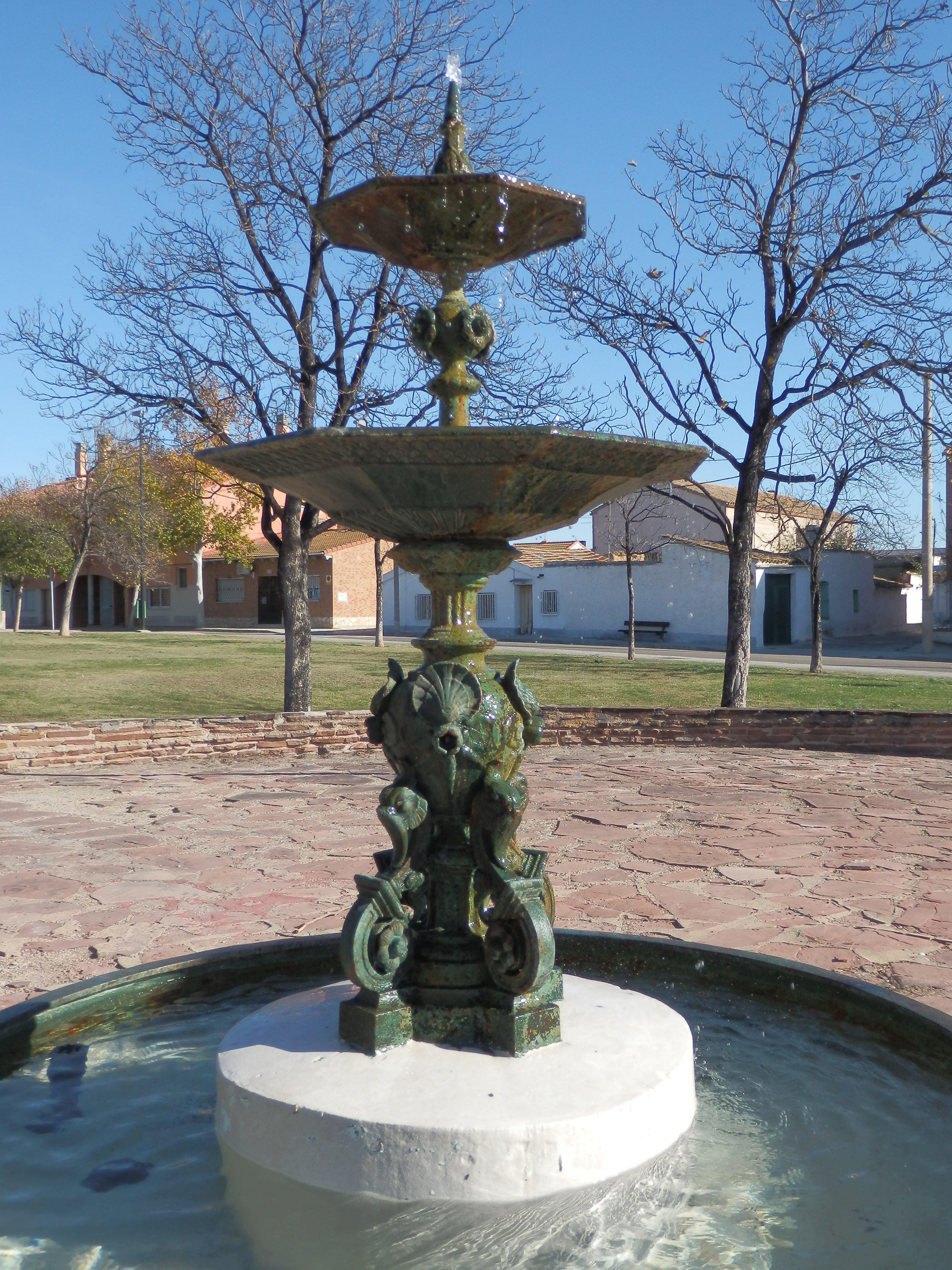
Fuente en la calle Mamblas.

Está situado a tan solo 4 km del centro de la ciudad y tenía 14000 habitantes en 2015.
Su crecimiento urbanístico en los últimos años acompañado del crecimiento demográfico ha producido un ensanche apreciable en la configuración de la zona, principalmente en su parte norte.
Con la ayuda de la celebración de Expo Zaragoza 2008, Santa Isabel sufrió una importante reconfiguración.
La empresa Balay del grupo BSH tenía la fábrica de Montañana en la avenida de la Industria. Tras la reconfiguración de distritos del Ayuntamiento de Zaragoza queda dentro del distrito de Santa Isabel.

## Situación
Santa Isabel está situado en la parte noreste de Zaragoza, con acceso dircto al cuarto cinturón de Zaragoza (Z-40) y a la autopista A-2 (N II). Además de estos accesos conecta Zaragoza con la carretera de Villamayor y con la carretera A2.

## Servicios
- Centro de Salud Santa Isabel en la calle Alameda.
- Residencia para Mayores Santa Isabel en la calle José Antonio Rey Corral.
- Centro Residencial Torre del Ángel en la calle Martincho, 5.
- Centro Cívico Santa Isabel en la calle del Baile.
- Biblioteca Pública Inocencio Ruiz Lasala, Casa de Juventud Santa Isabel, Centro de Convivencia para Mayores Santa Isabel y Centro Municipal de Servicios Sociales Santa Isabel en la avenida Santa Isabel, 100.
- Pabellón deportivo municipal Fernando Escartín en la calle de la Iglesia, 34.
- centro deportivo municipal Santa Isabel en la calle Mamblas, 3.
- PIEE en IES Ítaca en la avenida de los Estudiantes.
- Centro de mayores en la calle solidaridad
- Piscina municipal Santa Isabel en la calle Mamblas, 3, 50016 Zaragoza

## Polígonos industriales
El polígono de Malpica está entre la autopista A-2 y la carretera nacional N-II. Tiene una longitud de 4 km.
Tiene ubicadas empresas como Nurel, Teltronic, Cables de Comunicaciones, Mondo Ibérica, HN Tools, Lagarto, Cartonajes Barco, Enganches Aragón, La Bella Easo, Serviplem Baryval, Vitrex, Fualsa, Laboratorios Saphir y Talleres Alquezar.
También está ubicada la que fue la primera ITV (Inspección Técnica de Vehículos) de Zaragoza.

## Transportes
Dispone de dos líneas regulares de transporte urbano con inicio en el distrito: 32 (que cruza longitudinalmente Santa Isabel), y la línea 60, que Inicia en la Avda de los Estudiantes, haciendo de circular a su vez al barrio. También, de forma testimonial, está comunicada con la línea 28 por el oeste, aunque esta sigue su camino hacia Peñaflor.
También está comunicado con las siguientes líneas del área metropolitana de Zaragoza (CTAZ): 201, 210, 211 y 212 (201B o 202).
| Línea | Destinos                              | Frecuencia | Observaciones                           |
| 28    | COSO / MONTAÑANA - PEÑAFLOR           | 30 min.    | Conecta con barrios rurales.            |
| 32    | SANTA ISABEL / BOMBARDA               | 7 min.     | Por el centro de la ciudad.             |
| 60    | AVDA ESTUDIANTES / ACTUR-REY FERNANDO | 10 min.    | Enlaza con el intercambiador del Actur. |
| 201   | ZARAGOZA - AVDA PIRINEOS / MOVERA     | 30 min.    | Interurbano.                            |
| 210   | ZARAGOZA - COSO / VILLAMAYOR          | 30 min.    | Interurbano.                            |
| 211   | ZARAGOZA - COSO / ALFAJARÍN           | 60 min.    | Interurbano.                            |
| 212   | ZARAGOZA - COSO / PASTRIZ             | 60 min.    | Interurbano.                            |

Tiene una parada de taxi situada en la plaza de Serrano Berges.